# Estação Trubnaia
Trubnaia (em russo:  Трубная) é uma das estações da linha Liublinsko-Dmitrovskaia (Linha 10) do Metro de Moscovo, na Rússia. Estação «Trubnaia» está localizada entre as estações «Sretenskii Bulhvar» e «Dostoievskaia».